# Canthidium viridiobscurum
Canthidium viridiobscurum là một loài bọ cánh cứng trong họ Bọ hung (Scarabaeidae).